# Change Your Life
«Change Your Life» (c англ. дословно — «Измени свою жизнь», по смыслу — «Изменю твою жизнь») — песня, записанная австралийской хип-хоп-исполнительницей и автором песен Игги Азалией при участии американского рэпера T.I. Она была выпущена 12 сентября 2013 года на лейблах Def Jam и Virgin EMI в качестве третьего сингла из дебютного студийного альбома Игги The New Classic (2014). Песня была написана самой Азалией, Натали Симс, Раджей Кумари, T.I., Лови Лонгомбой и продюсерами The Messengers. «Change Your Life» выдержана в жанрах хип-хоп, дабстеп и синти-поп, лирически вдохновлена личным жизненным опытом Азалии. Исполнительница описала трек как «мощный рэп-дуэт», в нём она впервые проявляет свои вокальные данные, тем самым демонстрируя свой творческий рост и артистическую универсальность.
Сольная версия сингла была выпущена 15 октября 2013 года. Азалия практически всегда исполняла её на своих последующих выступлениях, в том числе во время концертного тура The New Classic Tour (2014). Композиция была хорошо принята большинством музыкальных критиков, которые высоко оценили её слова и исполнение Азалии. В коммерческом плане «Change Your Life» стала первой песней исполнительницы, сумевшей войти в топ-10 UK Singles Chart. В США песне не удалось попасть в основной чарт Billboard Hot 100, она достигла 22-го места в чарте Bubbling Under Hot 100 и получила золотую сертификацию за 500 000 проданных копий на территории страны. Песня также вошла в топ-40 чартов Ирландии и Новой Зеландии, а в Австралии достигла 44-го места.
Видеоклип на «Change Your Life» был снят французской командой режиссёров Jonas & François в начале июля 2013 года в Лас-Вегасе, а его премьера состоялась 8 сентября 2013 года. В видеоклипе, вдохновлённом кинокартиной 1995 года «Шоугёлз», Азалия предстаёт в образе главной героини фильма Номи, выступающей в бурлеск-шоу, в то время как T.I. играет её босса. Видео, также отдающее дань уважения лентам «Весёлые времена в школе Риджмонт» (1982), «Бегущий по лезвию» (1982) и «Казино» (1995), удостоилось признания критиков, высоко оценивших его визуальный стиль и операторскую работу.

## Предыстория
Я хотела чтобы в альбоме была песня, в которой я могла бы рассказать вам что-то новое о себе, своих предпочтениях и своей жизни, чего вы обо мне не знали.
«Change Your Life» изначально представляла собой демо, написанное и записанное индийско-американским автором песен Раджей Кумари, которая представила песню менеджменту Игги Азалии в 2012 году. После их одобрения Кумари продолжила работу вместе с продюсером Лови Лонгомбой и сопродюсером песни Назре Атве из продюсерской команды The Messengers, а Азалия занялась написанием куплетов. Натали Симс, сопродюсер Адам Мэссинджер из The Messengers и T.I. также участвовали в процессе написания песни. Симс заявила, что они с Игги впервые встретились ещё в 2008 году, но потеряли связь, когда исполнительница переехала в Лос-Анджелес. В итоге Натали пришлось пропустить четыре запланированных концерта своего тура, чтобы встретиться с Азалией. Куплеты Игги были написаны в декабре 2012 года и январе 2013 года в Уэльсе, где она и записала трек с T.I. в студии Monnow Valley. И Азалия, и Кумари исполнили бэк-вокал. Написание песни артисткой происходило в изоляции в деревне Рокфилд графства Монмутшир, без телефонной связи, посетителей и перерывов. Азалия решила, что изоляция ей необходима, поскольку полагала, что сможет создать лучший материал, находясь за пределами своей зоны комфорта. «Change Your Life» была одной из первых трёх песен, записанных для её дебютного студийного альбома The New Classic (2014).

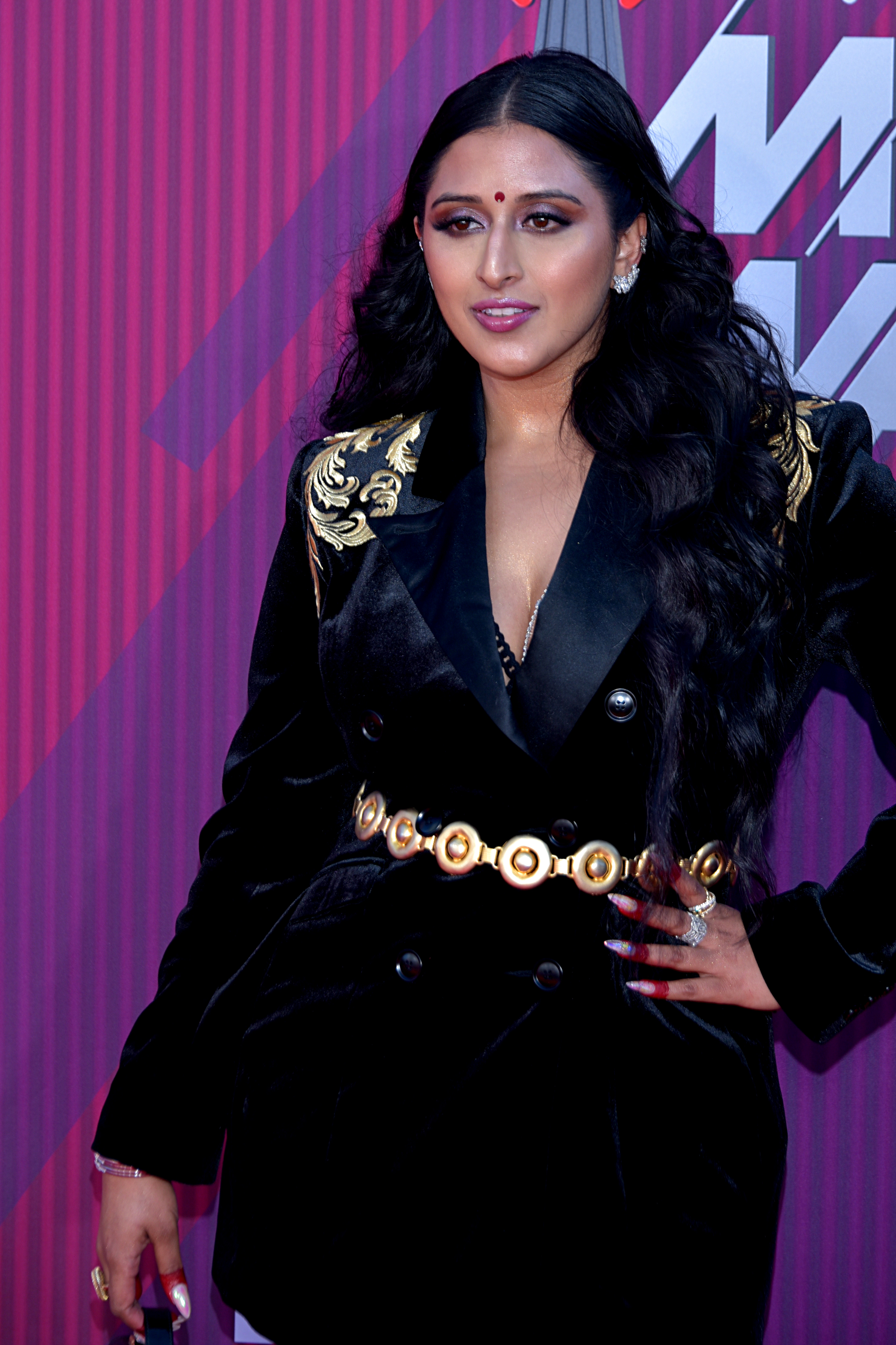
Раджа Кумари, исполнившая бэк-вокал и ставшая одним из авторов «Change Your Life». Именно её голос звучал в демо-версии песни, представленной менеджменту Игги Азалии в 2012-м году

Трек был вдохновлён личным опытом Азалии — её воспоминаниями о том, как когда-то она ходила на свидания с парнем, который ей нравился, и изо всех сил пыталась убедить его вступить с ней в романтические отношения. Этот опыт, в свою очередь, побудил Игги написать песню о преимуществах отношений с ней. В интервью журналу XXL она объяснила: 

По сути, я говорю мужчине: «Я тебе нужна. Я сделаю твою жизнь лучше. Я думаю, что это немного усовершенствует тебя». T.I. ходит за мной туда-сюда, а я говорю: «Нет, сука. Я тебе нужна». О чём, чёрт возьми, ещё может идти речь?— интервью
Исполнительница ранее уже сотрудничала с T.I. при создании трека «Murda Bizness», вошедшего в её мини-альбом Glory (2012). Учитывая их близкие отношения и его наставничество на протяжении нескольких лет её музыкальной карьеры, она также хотела поработать с ним для своего дебютного альбома. Азалия сочла песню «Change Your Life» вполне подходящей для этого и отметила, что это сотрудничество важно, чтобы показать, что она всё так же поддерживает дружеские отношения с T.I., несмотря на её уход из его лейбла Grand Hustle.
По словам Азалии, песня получилась более мелодичной, чем её предыдущие произведения; это был её первый трек, в котором она проявляет свои вокальные данные как певица. Изначально Игги была против пения, поскольку не хотела погружаться в поп-музыку, пока у неё не появится «укрепившаяся фан-база», — тем самым она хотела доказать свою преданность хип-хопу. Однако в «Change Your Life» она также намеревалась продемонстрировать свою универсальность и артистический рост. Джейсен Джошуа завершил процесс микширования трека в студии Larrabee Sound Studios в Северном Голливуде при содействии Райана Коула. Когда работа над композицией была окончена, Игги оценила её как очень успешную, заявив: «Когда я услышала окончательный вариант „Change Your Life“, то она показалась мне очень масштабной». Азалия нашла это сотрудничество хорошим отражением её видения альбома и сказала, что песня задаёт ему активный темп.

## Релиз
Изначально Азалия планировала, что «Change Your Life» будет её дебютным синглом вместо «Work», но представители её лейбла сказали ей, что «это будет пустой тратой времени», поскольку не настолько много людей знали о ней, чтобы он мог произвести должное впечатление. В марте 2013 года Азалия упомянула в интервью журналу Idol Magazine, что её третий сингл из дебютного альбома The New Classic записан в сотрудничестве с американским рэпером T.I. и что в этой песне она впервые будет использовать свои вокальные данные. Исполнительница раскрыла название трека в мае 2013 года, заявив: «Я очень рада этой песне, и поэтому продолжаю всем о ней рассказывать». 14 августа 2013 года Игги разместила в Твиттере обложку сингла — чёрно-белую фотографию, на которой в эффектной позе изображена Азалия в верхе бикини из кольчуги. Майк Уосс из Idolator назвал обложку «типичным сексуальным снимком» мисс Азалии. Премьера «Change Your Life» состоялась на BBC Radio 1Xtra 19 августа 2013 года, а для цифровой загрузки сингл стал доступен 12 сентября 2013 года. Сольная версия песни была представлена 15 октября 2013 года, и позже была включена в состав одноимённого EP, выпущенного 5 ноября 2013 года. В него также вошли два предыдущих сингла исполнительницы «Work» и «Bounce» вместе с официальными ремиксами на «Change Your Life».

## Композиция
«Change Your Life» — песня в жанрах дабстеп и хип-хоп, написанная в тональности фа-диез минор. Также относящаяся к жанру синти-поп, она включает в себя синтезаторы и сопровождается тяжёлыми басовыми инструментами. В этой песне Азалия впервые использует свои вокальные данные, её быстрая читка была описана музыкальными критиками как откровенная и смелая. В своём исполнении Игги использует речёвку, напоминающую мантру, и, по сравнению с предыдущими работами исполнительницы, её южноамериканское произношение в этой песне смягчено. Некоторые критики сравнивали продакшн песни со стилем Скриллекс и синглом «Pour It Up» Рианны (2013).
В лирическом плане песня затрагивает темы о взаимных ролях и поддержке в отношениях. Азалия и T.I. рассказывают друг другу о лучших чертах в собственных характерах. Шарлотта Ричардсон Эндрюс из NME назвала это «фантазией о мобильности классов», а Джон Лукас из The Georgia Straight охарактеризовал текст как «короткий мотивационный семинар». Азалия позиционирует себя как успешную женщину, стремящуюся оказать положительное влияние на жизнь своего потенциального партнёра, называя это «усилением нагрузки на его мышцы». Как отмечает Моника Эррера из Rolling Stone, текст песни содержит «крепкий движущийся мотив». В середине песни исполнительница подтверждает свои намерения словами: «Ты когда-нибудь хотел, чтобы твоя жизнь изменилась? / Я могла бы показать тебе, как это сделать». Своими рифмами она заостряет особое внимание на собственном богатстве и мастерстве, отмечая привлекательность международных романтических путешествий. В куплете T.I. также присутствует строчка о курении марихуаны: «Я буду курить крепкую травку, пока мы будем в пути». Лирику и посыл «Change Your Life» критики сравнивали с творчеством Канье Уэста и синглом «Upgrade U» Бейонсе (2006).

## Видеоклип

### Разработка и съёмки

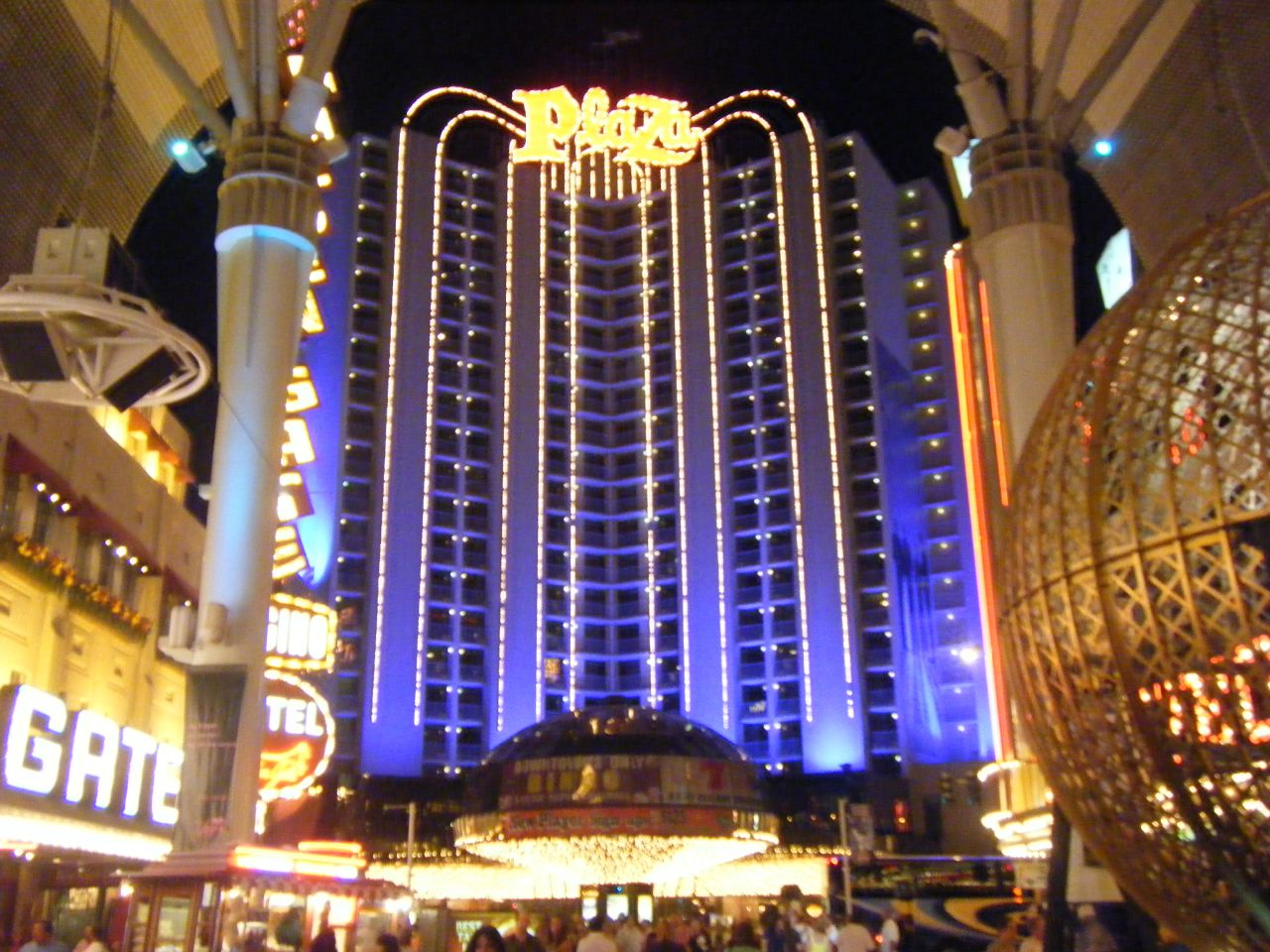
Plaza Hotel & Casino, где снимались некоторые сцены видеоклипа

Азалия впервые объявила о планах снять «эпический музыкальный видеоклип» на «Change Your Life» в мае 2013 года. Его съёмки проходили в Лас-Вегасе в течение двух дней, с 1 по 2 июля 2013 года. Режиссёрами видеоклипа выступила французская команда Jonas & François, которая ранее работала над видеоклипом исполнительницы на сингл «Work». Игги была вдохновлена несколькими фильмами, снятыми в Лас-Вегасе, это натолкнуло её на идею устроить «большое шоу» для видеоклипа; она чувствовала, что это дополнит грандиозную атмосферу песни. Она вспомнила, как в детстве посетила Лас-Вегас и восхищалась танцовщицами бурлеска, и поэтому захотела, чтобы сюжетная линия видеоклипа вращалась вокруг аналогичного сценария. Однако Игги сочла, что вдохновляться фильмами и кабаре 1950-х годов, которые обычно ассоциировались с танцовщицами, было «банальным» и «клишированным», и вместо этого решила почерпнуть основную идею для видеоклипа из, по её мнению, «более крутого и эпического» фильма 1995 года «Шоугёлз».
Некоторые сцены видеоклипа были сняты в ресторане Cheetah's, в том самом месте, где проходили съёмки фильма «Шоугёлз». Концептуальное повествование сюжетной линии основано на главной героине фильма Номи, в образе которой Азалия предстаёт в видеоклипе. Дерзкий характер Номи контрастировал со страстью исполнительницы к мужчине, а казино в фильме является тем, с чем Азалия идентифицирует себя как артистку, зависящую от её звукозаписывающего лейбла. Исполнительница также чувствовала, что образ Номи в клипе отлично дополняет лирическое повествование песни. T.I. играет босса Номи, который одновременно является её возлюбленным. Азалию также вдохновила хореография фильма, которая, по её мнению, была «в стиле 1980-х, такой ужасной со всеми этими выразительными движениями». Сцена, где Игги выходит из бассейна топлес с красными накладками, закрывающими соски́, отдаёт дань уважения аналогичной сцене из фильма «Шоугёлз». Исполнительница объяснила: «Итак, если я собираюсь отдавать дань уважения этому фильму, то я не могу упустить самый лучший, самый потрясающий, спорный и чертовски крутой момент». Азалия чувствовала, что эта сцена важна ещё и потому, что через неё она могла ответить на критику в сторону её маленькой груди и использовать момент как средство расширения прав и возможностей других женщин, оказавшихся в подобной ситуации.
Дополнительное вдохновение Игги черпала в неоновом освещении и визуальных эффектах из фильма «Казино» 1995 года. Сцена в спальне воссоздаёт дом героев фильма, Сэма и Джинджер, а сами съёмки прошли в той же локации и в том же бассейне. Задействованный в этой сцене белый тигрёнок был взят из заповедника, расположенного недалеко от Лас-Вегаса. Животное находилось на съёмочной площадке около двенадцати часов, а его гонорар за появление в видеоклипе пошёл на благотворительность заповеднику. Другие сцены из видеоклипа были сняты в отеле Plaza Hotel & Casino, чтобы показать элементы освещения из неоновых лампочек, задуманных исполнительницей. Цветовая палитра была взята из фильма 1982 года «Бегущий по лезвию», но более тёмного тона. Азалии также понравилось сочетание в фильме ретро-причёсок и макияжа с современной модой, она отметила, что «всё это создавало такое футуристическое ощущение ретро, которое мне было нужно. Для видеоклипа я хотела футуристических танцовщиц, напоминающих ретроспективу». В музыкальном видео Игги сменила девять образов, предоставленных брендами премиум-класса, среди которых: Brioni, Giorgio Armani, Moschino, Патриция Филд и Том Форд. После завершения работы над видеоклипом Азалия почувствовала уверенность в его ценности для повторного просмотра, сказав: «Я думаю, что самое замечательное в видеоклипе — это когда в нём происходит так много всего, что ты не успеваешь обработать всю информацию и хочешь посмотреть его ещё много раз».

### Сюжет видеоклипа

Музыкальный видеоклип включает в себя сцены, снятые возле бара Cheetah's, в том же месте, где проходили съёмки фильма «Шоугёлз», который служил основным вдохновением при создании видеоклипа, в нём Азалия предстаёт в образе главной героини данного фильма — Номи Мэлоун

Видеоклип начинается с вида на бассейн и патио дома, где Азалия изображена идущей по трамплину и ныряющей в бассейн. Эта сцена прерывается кадрами её спальни, разбитой картины с её изображением и стакана для виски, разбивающегося о стеклянный журнальный столик. Затем исполнительница показана лежащей на трамплине; её мокрые волосы зачёсаны назад, она одета в винтажное бикини с прозрачным кольчужным верхом и красным низом. В следующей сцене на ней одет розовый атласный бюстгальтер и шорты с высокой талией. Игги извивается на кровати, застеленной розовым атласным постельным бельём, рядом с белым тигрёнком. Эта сцена сменяется на выходящую из бассейна топлес Азалию.
В момент первого припева песни исполнительница изображена как танцовщица, исполняющая бурлеск-шоу на сцене с неоновым освещением, в сопровождении других танцовщиц в платиновых париках. Она танцует в прозрачном бриллиантовом бо́ди, бриллиантовом чо́кере и большом головном уборе, украшенном белыми перьями. Изображения французской колоды, долларовых купюр и игральных костей, брошенных на стол, мелькают в оставшейся части видео. T.I. показан курящим сигару и одетым в деловой костюм; он стоит на парковке клуба, а позже входит в гримёрку Азалии. В этот момент также показаны крупные планы других танцовщиц, в то время как Игги расстроенно смотрит на T.I. Затем они вместе запечатлены на капоте красного Mercedes-Benz в откровенных позах возле бара, где проходило выступление Игги. В этой сцене исполнительница одета в жакет малинового оттенка с двойным поясом поверх чёрно-розового купальника, а её волосы собраны в конский хвост.
В следующий момент Игги снова танцует, на этот раз сцена усыпана блёстками белого цвета, а на заднем плане горит пламя. Запечатлённая в более приподнятом настроении за кулисами своего шоу, Азалия примеряет ковбойскую шляпу и наносит тушь. Неожиданный сюжетный поворот видео происходит, когда исполнительницу в белом брючном костюме заковывают в наручники и выводят из казино двое полицейских и сажают на заднее сиденье автомобиля. Действие следующей сцены разворачивается на парковке бара; Азалия запечатлена танцующей на верху автомобиля с регистрационным номером «T.I. Nevada». Она одета во всё чёрное: укороченный топ, инкрустированный стразами, длинные перчатки, кожаную мини-юбку с подвязками и ботфорты. Она разбивает лобовое стекло автомобиля чемоданом, из которого высыпаются и разлетаются долларовые купюры, затем поджигает машину и уходит. Видео заканчивается выступающей на сцене клуба Азалией в сопровождении танцовщиц. Их всех охватывает горящее пламя.

### Релиз и отзывы критиков
Азалия впервые опубликовала фото со съёмок видеоклипа в интернете 3 июля 2013 года, в то время как первые промо-кадры из видео были обнародованы 23 июля. Премьера музыкального видео на «Change Your Life» состоялась 8 сентября 2013 года на официальном канале исполнительницы на YouTube, где он подвергся цензуре из-за топлес сцены с Азалией. Игги отказалась загружать версию видео с цензурой, так как считала, что это испортит общее впечатление от клипа и умали́т её видение. Газета The Daily Telegraph сообщила, что видеоклип «вызвал интернет-шторм» и стал самой популярной темой для обсуждения в мировом Твиттере, Азалия же в свою очередь призвала женщин с маленькой грудью писать публикации с хэштегом «#FashionTits». Эту затею поддержали певицы Лили Аллен и Angel Haze. Музыкальный видеоклип получил признание критиков и был номинирован на премию UK Music Video Awards 2014 в категории «Лучшее Urban видео», но уступил видео Джея Коула на песню «She Knows». VH1 поместил этот видеоклип на седьмое место в своём списке «15 самых сексуальных музыкальных видео 2013 года»; Джордан Рунта заявил, что это один из «самых „необычайно горячих“ видеоклипов» в их подборке. Некоторые критики заметили сходство между прозрачным боди Азалии и костюмом Бритни Спирс в её музыкальном видео на песню «Toxic» (2004).
Грегори Адамс из Exclaim! назвал видео «эффектным» и «одой роскоши». Точно так же Бьянка Грейси из Idolator высказала мнение, что «гламурный видеоклип может сделать „Change Your Life“ ещё более популярным кроссовером», и посчитала, что фильмы «Шоугёлз», «Весёлые времена в школе Риджмонт», «Казино» и «Бегущий по лезвию» послужившие вдохновением для видеоклипа, стали «подходящим фоном» для Азалии, а также отметила, что Игги «повысила градус сексуальности». В заключение Грейси сказала: «Азалия — одна из немногих нынешних хип-хоп-исполнителей, которая вырывается за рамки видео-формы „бутылки шампанского и Bugatti“ и действительно находит время для создания кинематографических шедевров». Oyster описали музыкальное видео как «чертовски крутое» и поддержали мнение Грейси: «В „Change Your Life“ Азалия продолжает традицию создания клипов, которые не просто сексуальны, но в них также присутствует кинематографическая перчинка. Ну, знаете, сюжетная линия и всё такое». Матиа Пиблс из The Source прокомментировал: «Когда дело доходит до видеоклипов, Игги всегда отправляет зрителя в целое приключение».
Алекс Скорделис из Paper назвал видео «кинематографическим» и сказал, что оно «вдохнуло в песню новую жизнь». Ник Катуччи из Entertainment Weekly высказал мнение, что «причудливая харизма Азалии полностью проявилась» в этом видео. XXL написали, что не может быть причин не посмотреть этот клип: «Азалия определённо меняет жизни после того, как это музыкальное видео выглядит горячее, чем что-либо другое». Пэрри Эрнсбергер из MTV News сказал, что этим видеоклипом Игги «поднимает ставки», и назвал её «идеальной танцовщицей», а видеоклип — «кинематографическим мини-фильмом». Джорджина Лэнгфорд из того же издания пошутила: «Для феерии Игги Азалии нет никаких ограничений», и похвалила её роль «захватывающей танцовщицы». Виктория Кезра из The Daily Beast назвала его «компактным пересказом лучшего-плохого фильма всех времён». Стефф Йотка из Nylon похвалил модные образы Азалии и сравнил её брючный костюм в музыкальном видео с костюмами No Doubt из видеоклипа на песню «It’s My Life» (2003). Роберт Кристгау из Billboard отметил, что видео демонстрирует Азалию как «артистку, всегда создающую и преследующую своё „искусство“, как она его справедливо называет».

## Живые исполнения и использование в медиа

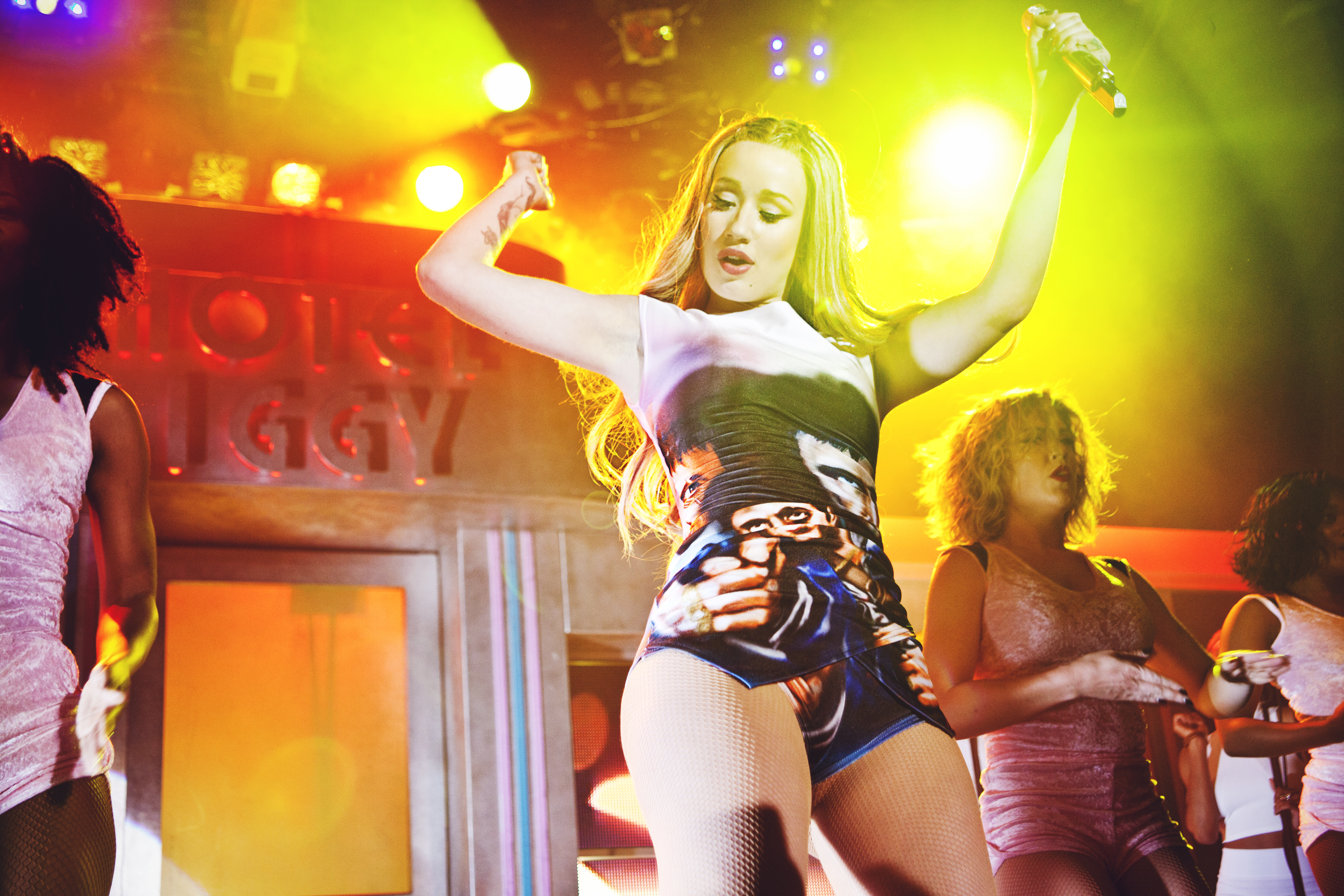
Азалия выступает с «Change Your Life» во время концертного тура The New Classic Tour (2014)

Азалия впервые исполнила сольную версию «Change Your Life» в рамках своего шоу на iTunes Festival в сентябре 2013 года, где она была на разогреве у американской певицы Кэти Перри. 3 октября 2013 года Игги и T.I. вместе выступили с песней по телевидению на музыкальном шоу 106 & Park. На следующий день Азалия исполнила сольную версию трека на Fuse’s Trending 10 и на Alan Carr: Chatty Man. 9 октября 2013 года она исполнила песню для BBC Radio 1Xtra. На церемонии MOBO Awards 2013 Игги исполнила «Change Your Life» и сингл «Work». Азалия также исполняла этот трек во время выступлений на разогреве концертного турне американской певицы Бейонсе «The Mrs. Carter Show World Tour». В Австралии исполнительница спела «Change Your Life» вживую на телеканале Wake Up 13 ноября 2013 года. Игги и T.I. также вживую исполнили песню на The Late Show с Дэвидом Леттерманом 28 ноября 2013 года при поддержке присутствовашей там группы.
В 2014 году «Change Your Life» была включена в сет-лист первого концертного турне Азалии The New Classic Tour. 15 февраля 2015 года песня прозвучала в одном из эпизодов пятнадцатого сезона телесериала «C.S.I.: Место преступления». Трек также вошёл в саундтрек фильма «Идеальный голос 2» (2015) и гоночной видеоигры 2014 года «GTI Club: Uncage».

## Отзывы

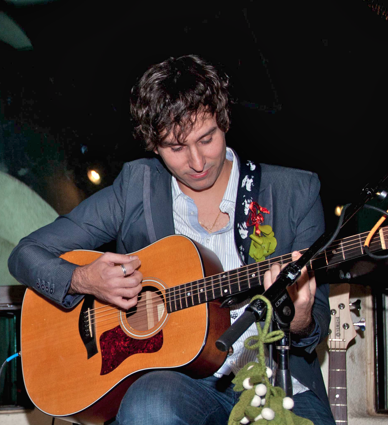
Мэссинджер, Адам был удостоен звания «Продюсер года» на премии Juno Awards 2015 за продюсирование песни «Change Your Life»

Композиция получила преимущественно положительные отзывы от музыкальных критиков. Робин Марри из Clash посчитал, что этот трек «вполне может считаться самым соблазнительным моментом музыкальной карьеры Азалии», и высоко оценил её «безупречное» исполнение. Джулия Леконте из Now похвалила запоминающуюся мелодию песни, а Сара Дин из The Huffington Post назвала «Change Your Life» самой запоминающейся песней Игги. Эдвин Ортис из Complex выделил в песне «идеальное сочетание» жанров и «смелое исполнение». Дэвид Джеффрис из AllMusic счёл пение Азалии «искренним», а песню назвал «обольстительным гимном привилегированной партии». Шарлотта Ричардсон Эндрюс из NME посчитала, что этот трек продемонстрировал «остроумие, индивидуальность и лирическое мастерство Азалии». Риан Дейли из того же издания заявила: «Игги произносит свои строки с такой напористой позицией, что легко поверить в то, что она действительно способна изменить вашу жизнь». Алекс Скорделис из Paper нашёл песню «вдохновляющей». Лоуренс Дэй из The Line of Best Fit описал её как «40 опустошающих душу чудовищ». Китти Эмпайр из The Observer сказала, что это «самый коммерчески нацеленный сингл Азалии» и привлекла внимание к строчкам «Мы проводим зимы летом в Австралии / Едим оладьи с моряками»; Эмпайр назвала его «пожалуй, единственным прото-хитом хип-хопа, в котором ещё не содержится отсылок к оладьям». Джон Уокер из MTV News тоже подчеркнул упоминание об оладьях, а также «ритмичную непринуждённую раскованность» Азалии и высказал мнение, что трек «действительно меняет жизнь». Кевин Джой из Columbus Dispatch поддержал эту точку зрения; он отметил, что у Игги «нет недостатка в развязности», и, в свою очередь, прозвал песню «дерзкой, волевой» и «очень весёлой».
Майк Уосс из Idolator предположил, что эта песня может поднять Азалию «из фаворитки микстейпов в многообещающую артистку», и высказал мнение, что в ней есть «гигантский поп-хук, который нужен ей, чтобы покорить радиоволны США». Уосс похвалил сингл за «самый запоминающийся полуспетый/полупроизнесённый припев за всю карьеру Азалии», а также отметил «зажигательный» куплет T.I.. Нолан Фини из Time похвалил исполнительницу за убедительность и «зажигательную» подачу и назвал этот трек одним из трёх ярких моментов на The New Classic. Эту точку зрения поддержали Энди Гилл из The Independent и Люк Винки из The Austin Chronicle.
Рори Кашин из State сказал, что эта песня была «по́ясной» и «самой явной попыткой Азалии подойти к жанру баллады». Эрик Дьеп из XXL охарактеризовал трек как «заразительный гимн» и заявил, что он поддерживает высокие ожидания от альбома The New Classic. Джесал Падания из RapReviews.com написал, что Игги «максимально использовала свои сильные стороны» в песне, и отметил, что «она ни в коем случае не звучит неуместно рядом с T.I.».
В неоднозначном обзоре Роберт Копси из Digital Spy оценил «Change Your Life» на три звезды из пяти, отметив сочетание «свирепых рэп-причуд Азалии с цепляющим и подходящим для радио припевом», но отметил, что песня недостаточно «взрывная» для того, чтобы стать хитом. Маркус Даулинг из HipHopDX написал, что композиция является одной из самых приятных в репертуаре Игги, однако скептически отнёсся к её акценту и счёл песню банальной, но молодёжной. Менее впечатлённый Трой Л. Смит из The Plain Dealer сказал, что Азалии не хватает харизмы T.I., а трек назвал клишированным. Джейк Дженкинс из AbsolutePunk назвал песню «совершенно невыносимой».

## Форматы и трек-лист
| - CD сингл 1. «Change Your Life» (при участии T.I.) — 3:40 2. «Work» (Vevo Stripped Version) — 3:55 - Цифровая загрузка 1. «Change Your Life» (при участии T.I.) — 3:40 - Цифровая загрузка 1. «Change Your Life» (Iggy Only Version) — 3:40 - Цифровая загрузка (Remixes) 1. «Change Your Life» (featuring T.I.) [Maddslinky Remix] — 5:41 2. «Change Your Life» (при участии T.I.) [Shift K3Y Remix] — 5:20 3. «Change Your Life» (при участии T.I.) [Wideboys Remix] — 6:04 | - EP 1. «Change Your Life» (при участии T.I.) — 3:40 2. «Work» — 3:43 3. «Bounce» — 2:47 4. «Work» (ремикс; при участии Wale) — 4:10 5. «Change Your Life» (при участии T.I.) [Shift K3Y Remix] — 5:20 6. «Change Your Life» (при участии T.I.) [Wideboys Remix] — 6:04 |

## Участники записи
Из аннотации альбома The New Classic.
- Игги Азалия — вокал, бэк-вокал, автор
- T.I. — вокал, автор
- Натали Симс — автор
- Раджа Кумари — бэк-вокал, автор
- The Messengers — авторы, продюсеры
- Лови Лонгомба — автор
- Эллиот Картер — сведение вокала
- Джейсен Джошуа — микширование
- Райан Коул — микширование
- Стюарт Хоукс — мастеринг

## Чарты
| Чарт (2013—2014)                                             | Высшая позиция |
| ------------------------------------------------------------ | -------------- |
| Австралия (ARIA)                                             | 44             |
| Австралия Urban (ARIA)                                       | 5              |
| Бельгия/Фландрия (Ultratip Bubbling Under)                   | 56             |
| Бельгия/Фландрия (Ultratop Urban)                            | 44             |
| Ирландия (IRMA)                                              | 28             |
| Новая Зеландия (Recorded Music NZ)                           | 38             |
| Шотландия (OCC Scotland)                                     | 12             |
| Великобритания (OCC UK Singles)                              | 10             |
| Великобритания (OCC UK Hip Hop/R&B)                          | 3              |
| США Bubbling Under Hot 100 Singles (Billboard)               | 22             |
| США Hot R&B/Hip-Hop Songs (Billboard)                        | 34             |
| США Rhythmic (Billboard)                                     | 37             |
| США (Billboard Top Heatseekers Albums) · Change Your Life EP | 33             |
| США (Billboard Top R&B/Hip-Hop Albums) · Change Your Life EP | 66             |

## Сертификации
| Регион | Сертификация | Продажи |
| --- | ------------ | ------- |
| Австралия (ARIA) | Золотой      | 35 000^ |
| Бразилия (ABPD) | Золотой      | 30 000  |
| Великобритания (BPI) | Серебряный   | 200 000 |
| США (RIAA) | Золотой      | 500 000 |
| ^ Данные о тиражах приведены только на основе сертификации. · Данные о продажах + прослушиваниях приведены только на основе сертификации. |              |         |

## История релиза
| Страна         | Дата             | Формат                                | Лейбл      | Прим.   |
| -------------- | ---------------- | ------------------------------------- | ---------- | ------- |
| США            | 12 сентября 2013 | Цифровая загрузка                     | Def Jam    | [ 125 ] |
| США            | 1 октября 2013   | Ритмик-радио                          | Def Jam    | [ 126 ] |
| США            | 8 октября 2013   | EP                                    | Def Jam    | [ 105 ] |
| Великобритания | 13 октября 2013  | Цифровая загрузка                     | Virgin EMI | [ 102 ] |
| Великобритания | 13 октября 2013  | Цифровая загрузка (Ремиксы)           | Virgin EMI | [ 104 ] |
| Великобритания | 14 октября 2013  | CD-сингл                              | Virgin EMI | [ 127 ] |
| Великобритания | 15 октября 2013  | Цифровая загрузка (Iggy Only Version) | Virgin EMI | [ 103 ] |
| США            | 5 октября 2013   | Цифровая загрузка (Iggy Only Version) | Def Jam    | [ 21 ]  |